# Grand Prix de Denain 2007
La 49e édition du Grand Prix de Denain a eu lieu le 19 avril 2007. Elle a été remportée par le Français Sébastien Chavanel.

## Classement final
Sébastien Chavanel remporte la course en parcourant les 199,4 kilomètres en 4 h 18 min 56 s à la vitesse moyenne de 46,205 km/h,.
| Classement final, | Classement final,  | Classement final, | Classement final,                     | Classement final,  |
|                   | Coureur            | Pays              | Équipe                                | Temps              |
| ----------------- | ------------------ | ----------------- | ------------------------------------- | ------------------ |
| 1er               | Sébastien Chavanel | France            | La Française des Jeux                 | en 4 h 18 min 56 s |
| 2e                | Mark Renshaw       | Australie         | Crédit agricole                       | m.t                |
| 3e                | Eric Baumann       | Allemagne         | T-Mobile                              | m.t                |
| 4e                | Saïd Haddou        | France            | Bouygues Télécom                      | m.t                |
| 5e                | Gorik Gardeyn      | Belgique          | Unibet.com                            | m.t                |
| 6e                | Nicolas Roche      | Irlande           | Crédit agricole                       | m.t                |
| 7e                | Jérémie Galland    | France            | Aubervilliers 93                      | m.t                |
| 8e                | Jean-Patrick Nazon | France            | AG2R Prévoyance                       | m.t                |
| 9e                | Jimmy Engoulvent   | France            | Crédit agricole                       | m.t                |
| 10e               | Steven Caethoven   | Belgique          | Chocolade Jacques-Topsport Vlaanderen | m.t                |
| modifier          |                    |                   |                                       |                    |